# Byzhradec
Byzhradec är en ort i Tjeckien. Den ligger i den nordöstra delen av landet, 130 km öster om huvudstaden Prag. Byzhradec ligger 314 meter över havet och antalet invånare är 194.
Terrängen runt Byzhradec är kuperad norrut, men söderut är den platt.Runt Byzhradec är det ganska tätbefolkat, med 166 invånare per kvadratkilometer. Närmaste större samhälle är Rychnov nad Kněžnou, 8,4 km sydost om Byzhradec. Trakten runt Byzhradec består till största delen av jordbruksmark.